# The Taste/Staffel 8
Die achte Staffel von The Taste startete am 2. September 2020. Die Jury bestand in dieser Staffel aus den Fernsehköchen Alexander Herrmann, Frank Rosin, Tim Raue und Neuzugang Alexander Kumptner. Außerdem wurde diese Staffel nicht mehr von Christine Henning, sondern von Angelina Kirsch moderiert. Der in der vorherigen Staffel eingeführte Kandidatenjoker, mit dem jeder Coach einmal einen ausgeschiedenen Kandidaten retten konnte, war auch in dieser Staffel verfügbar. Gewinner der achten Staffel wurde Lars Fumic aus dem Team von Alexander Kumptner.

## Casting
Die erste Runde umfasste  in der Fernsehausstrahlung insgesamt 29 Kandidaten. Jeder hatte 60 Minuten Zeit um einen Löffel zuzubereiten, wobei für den Einkauf jeweils 50 Euro zur Verfügung gestellt worden waren. Jeder der vier Juroren entschied nach der Blindverkostung, ob sie den jeweiligen Teilnehmer in ihr Team aufnehmen möchten. Entschied sich mehr als ein Juror für einen Kandidaten, so durfte dieser ein Team wählen.
| Nr. | Kandidat    | Klasse | Juroren     | Juroren             | Juroren                 | Juroren                 | Entscheidung  |
| Nr. | Kandidat    | Klasse | Frank Rosin | Tim Raue            | Alex Kumptner           | Alexander Herrmann      | Entscheidung  |
| --- | ----------- | ------ | ----------- | ------------------- | ----------------------- | ----------------------- | ------------- |
| 1   | Ilona       | Hobby  | Ja          | Ja                  | Ja ✔                    | Nein                    | Team Kumptner |
| 2   | Lea         | Hobby  | Ja ✔        | Ja                  | Ja                      | Nein                    | Team Rosin    |
| 3   | Markus      | Profi  | Nein        | Nein                | Nein                    | Nein                    | -             |
| 4   | Cora        | Hobby  | Ja          | Ja ✔                | Ja                      | Nein                    | Team Raue     |
| 5   | Lukas       | Profi  | Ja          | Ja                  | Ja                      | Ja ✔                    | Team Herrmann |
| 6   | Sabrina     | Profi  | Nein        | Nein                | Ja ✔                    | Nein                    | Team Kumptner |
| 7   | Mario       | Profi  | Nein        | Ja                  | Ja                      | Ja ✔                    | Team Herrmann |
| 8   | Alina       | -      | Nein        | Nein                | Nein                    | Nein                    | -             |
| 9   | Melanie     | Hobby  | Ja          | Ja ✔                | Ja                      | Ja                      | Team Raue     |
| 10  | Marco       | Hobby  | Ja ✔        | Nein                | Nein                    | Nein                    | Team Rosin    |
| 11  | Eva         | Profi  | Nein        | Nein                | Nein                    | Nein                    | -             |
| 12  | Selly       | Hobby  | Nein        | Nein                | Nein                    | Nein                    | -             |
| 13  | Mauritio    | Profi  | Nein        | Nein                | Nein                    | Nein                    | -             |
| 14  | Sarah       | Hobby  | Nein        | Nein                | Nein                    | Nein                    | -             |
| 15  | Jonas       | Profi  | Nein        | Nein                | Nein                    | Ja ✔                    | Team Herrmann |
| 16  | Ben         | Profi  | Nein        | Nein                | Nein                    | Nein                    | -             |
| 17  | Tobi        | Profi  | Nein        | Nein                | Nein                    | Nein                    | -             |
| 18  | Lara        | Hobby  | Nein        | Nein                | Ja                      | Ja ✔                    | Team Herrmann |
| 19  | Yassin      | Hobby  | Nein        | Ja ✔                | Nein                    | Team Herrmann ist voll. | Team Raue     |
| 20  | Jan         | Hobby  | Ja ✔        | Nein                | Nein                    | Team Herrmann ist voll. | Team Rosin    |
| 21  | Jennifer    | Hobby  | Nein        | Nein                | Nein                    | Team Herrmann ist voll. | -             |
| 22  | Lars        | Profi  | Nein        | Nein                | Ja ✔                    | Team Herrmann ist voll. | Team Kumptner |
| 23  | Yvonne      | Profi  | Ja          | Ja ✔                | Ja                      | Team Herrmann ist voll. | Team Raue     |
| 24  | Jan Michael | Profi  | Ja          | Team Raue ist voll. | Ja ✔                    | Team Herrmann ist voll. | Team Kumptner |
| 25  | Claudia     | -      | Nein        | Team Raue ist voll. | Team Kumptner ist voll. | Team Herrmann ist voll. | -             |
| 26  | Marcel      | Hobby  | Nein        | Team Raue ist voll. | Team Kumptner ist voll. | Team Herrmann ist voll. | -             |
| 27  | Laura       | -      | Nein        | Team Raue ist voll. | Team Kumptner ist voll. | Team Herrmann ist voll. | -             |
| 28  | Steffi      | -      | Nein        | Team Raue ist voll. | Team Kumptner ist voll. | Team Herrmann ist voll. | -             |
| 29  | Lars        | Hobby  | Ja ✔        | Team Raue ist voll. | Team Kumptner ist voll. | Team Herrmann ist voll. | Team Rosin    |

## Die Teams und Platzierungen im Team
Die Coaches Frank Rosin, Tim Raue und Alexander Herrmann haben die Teamfarben der vorangegangenen Staffel beibehalten. Alex Kumptner hat die Teamfarbe grün von der nicht mehr teilnehmenden Maria Groß übernommen.
| Platz | Name            | Gesammelte Sterne                       |
| ----- | --------------- | --------------------------------------- |
| 1.    | Jan             | Sternsymbol · Sternsymbol · Sternsymbol |
| 2.    | Lara (ab Ep. 8) | -                                       |
| 3.    | Lea             | 1                                       |
| 4.    | Lars            | -                                       |
| 5.    | Marco           | -                                       |

| Platz | Name                   | Gesammelte Sterne |
| ----- | ---------------------- | --- |
| 1.    | Yvonne                 | Sternsymbol · Sternsymbol · Sternsymbol · Sternsymbol · Sternsymbol · Sternsymbol · Sternsymbol · Sternsymbol · Sternsymbol · Sternsymbol · Sternsymbol · Sternsymbol · Sternsymbol · Sternsymbol |
| 2.    | Jan Michael (ab Ep. 6) | Sternsymbol · Sternsymbol |
| 3.    | Yassin                 | 1 |
| 4.    | Cora                   | - |
| 5.    | Melanie                | - |

| Platz | Name           | Gesammelte Sterne                       |
| ----- | -------------- | --------------------------------------- |
| 1.    | Lars           | Sternsymbol · Sternsymbol · Sternsymbol |
| 2.    | Sabrina        | Sternsymbol · Sternsymbol               |
| 3.    | Lea (ab Ep. 6) | Sternsymbol · Sternsymbol               |
| 4.    | Jan Michael    | 1                                       |
| 5.    | Ilona          |                                         |

| Platz | Name              | Gesammelte Sterne                                                   |
| ----- | ----------------- | ------------------------------------------------------------------- |
| 1.    | Lukas             | Sternsymbol · Sternsymbol · Sternsymbol · Sternsymbol               |
| 2.    | Yassin (ab Ep. 5) | Sternsymbol · Sternsymbol · Sternsymbol · Sternsymbol · Sternsymbol |
| 3.    | Lara              | -                                                                   |
| 4.    | Jonas             | -                                                                   |
| 5.    | Mario             | -                                                                   |

## Verlauf der 8. Staffel
Die Auswahl der Kandidaten für die Teams wurde in der ersten und zu Beginn der zweiten Episode ausgestrahlt. Ab der zweiten Episode wurde im Team- und Einzelkochen jeweils ein Kandidat eliminiert. Eliminierte Kandidaten konnten durch den Kandidatenjoker gerettet werden und wechselten in ein anderes Team. In diesen Fällen musste nur ein oder kein Kandidat die Show in dieser Folge verlassen. Durch den Gewinn des Teamkochens erhält der Koch des besten Löffels einen goldenen Stern.
|       |                              |             | Episode 2 09.09.2020                      | Episode 3 16.09.2020                      | Episode 4 23.09.2020                      | Episode 5 30.09.2020                            | Episode 6 07.10.2020                       | Episode 7 14.10.2020                              | Halbfinale 21.10.2020                     | Finale 28.10.2020                         |
| ----- | ---------------------------- | ----------- | ----------------------------------------- | ----------------------------------------- | ----------------------------------------- | ----------------------------------------------- | ------------------------------------------ | ------------------------------------------------- | ----------------------------------------- | ----------------------------------------- |
|       | Gastjuror                    | Gastjuror   | Bobby Bräuer                              | Viktoria Fuchs                            | Cornelia Poletto                          | Christoph Kunz                                  | Dalad Kambhu                               | Nils Henkel                                       | Tim Mälzer                                | Tohru Nakamura Marco D’Andrea             |
|       | Thema                        | Thema       | Radikal-Fundamental                       | Wald                                      | Mediterran                                | Delikatessen                                    | Asia-Imbiss 2.0                            | Vegetarisch                                       | Kontraste                                 | Süß und Herzhaft Drei-Gänge-Menü          |
| Platz | Koch                         | Koch        | Status der Kandidaten am Ende der Episode | Status der Kandidaten am Ende der Episode | Status der Kandidaten am Ende der Episode | Status der Kandidaten am Ende der Episode       | Status der Kandidaten am Ende der Episode  | Status der Kandidaten am Ende der Episode         | Status der Kandidaten am Ende der Episode | Status der Kandidaten am Ende der Episode |
| 1.    | Lars                         | Lars        | Immun                                     | Weiter                                    | Weiter                                    | Favorit (1 goldener Stern)                      | Weiter                                     | Weiter (Entscheidungskochen)                      | Favorit (1 goldener Stern)                | Gewinner (3 goldene Sterne)               |
| 2.    | Yvonne                       | Yvonne      | Favorit (1 goldener Stern)                | Favorit (1 goldener Stern)                | Immun                                     | Favorit (3 goldene Sterne)                      | Immun (3 goldene Sterne)                   | Favorit (2 goldene Sterne)                        | Favorit (2 goldene Sterne)                | 2. Platz                                  |
| 3.    |                              | Yassin      | Favorit (1 goldener Stern)                | Weiter                                    | Favorit (2 goldene Sterne)                | Kandidatenjoker Alexander Herrmann (Teamkochen) | Weiter                                     | Favorit (1 goldener Stern)                        | Immun (2 rote Sterne)                     | 3. Platz (mit Lukas)                      |
| 3.    | Lukas                        | Lukas       | Weiter                                    | Immun                                     | Favorit (1 goldener Stern)                | Immun                                           | Favorit (1 goldener Stern)                 | Weiter                                            | Weiter (Entscheidungskochen)              | 3. Platz (mit Yassin)                     |
| 5.    | Sabrina                      | Sabrina     | Favorit (1 goldener Stern)                | Weiter (Entscheidungskochen)              | Favorit (1 goldener Stern)                | Weiter (Entscheidungskochen)                    | Weiter                                     | Weiter                                            | Weiter                                    | Ausgeschieden (2. Phase)                  |
| 6.    | Jan                          | Jan         | Weiter                                    | Favorit (1 goldener Stern)                | Weiter (Entscheidungskochen)              | Weiter                                          | Weiter                                     | Immun (2 rote Sterne)                             | Favorit (1 goldener Stern)                | Ausgeschieden (1. Phase)                  |
| 7.    |                              | Lea         | Weiter (trotz rotem Stern)                | Favorit (1 goldener Stern)                | Weiter                                    | Weiter                                          | Kandidatenjoker Alex Kumptner (Teamkochen) | Favorit (1 goldener Stern)                        | Ausgeschieden                             |                                           |
| 7.    | Weiter (Entscheidungskochen) | Lea         | Weiter (trotz rotem Stern)                | Favorit (1 goldener Stern)                | Weiter                                    | Weiter                                          |                                            | Favorit (1 goldener Stern)                        | Ausgeschieden                             |                                           |
| 8.    |                              | Lara        | Weiter                                    | Weiter (Entscheidungskochen)              | Weiter                                    | Weiter (Entscheidungskochen)                    | Weiter (Entscheidungskochen)               | Kandidatenjoker Frank Rosin (Entscheidungskochen) | Ausgeschieden                             |                                           |
| 9.    |                              | Jan Michael | Favorit (1 goldener Stern)                | Favorit (1 goldener Stern)                | Weiter                                    | Kandidatenjoker Tim Raue (Entscheidungskochen)  | Weiter                                     | Ausgeschieden                                     |                                           |                                           |
| 10.   | Jonas                        | Jonas       | Weiter                                    | Weiter                                    | Weiter (Entscheidungskochen)              | Weiter                                          | Ausgeschieden                              |                                                   |                                           |                                           |
| 11.   | Cora                         | Cora        | Weiter                                    | Weiter                                    | Ausgeschieden                             |                                                 |                                            |                                                   |                                           |                                           |
| 12.   | Lars                         | Lars        | Weiter                                    | Weiter                                    | Ausgeschieden                             |                                                 |                                            |                                                   |                                           |                                           |
| 13.   | Mario                        | Mario       | Weiter                                    | Ausgeschieden                             |                                           |                                                 |                                            |                                                   |                                           |                                           |
| 14.   | Ilona                        | Ilona       | Weiter (trotz rotem Stern)                | Ausgeschieden                             |                                           |                                                 |                                            |                                                   |                                           |                                           |
| 15.   | Marco                        | Marco       | Ausgeschieden (durch zwei rote Sterne)    |                                           |                                           |                                                 |                                            |                                                   |                                           |                                           |
| 16.   | Melanie                      | Melanie     | Ausgeschieden                             |                                           |                                           |                                                 |                                            |                                                   |                                           |                                           |

Legende
| Element                       | Bedeutung |
| ----------------------------- | --- |
| Weiter                        | Ohne goldenen oder roten Stern weiter gekommen. |
| Weiter (Entscheidungskochen)  | In der 2. Phase eines der schlechtesten Gerichte gekocht (mindestens ein roter Stern), aber im Entscheidungskochen nicht ausgeschieden.                                       |
| Favorit                       | In der 2. Phase eines der besten Gerichte gekocht. |
| Kandidatenjoker Coach (Phase) | Kandidat wäre eigentlich in der ersten Phase (Teamkochen) oder beim Entscheidungskochen ausgeschieden, wurde aber durch den Kandidatenjoker von einem anderen Coach gerettet. |
| Immun                         | In der 1. Phase bestes Gericht gekocht und somit sicher in der nächsten Show.                                                                                                 |
| Ausgeschieden                 | Im Entscheidungskochen das schwächste Gericht gekocht. |
| Ausgeschieden                 | In der 1. Phase vom Coach eliminiert. |

## Einschaltquoten
| Folge               | Datum               | Zuschauer | Zuschauer     | Marktanteil | Marktanteil   | Quelle |
| Folge               | Datum               | Gesamt    | 14 – 49 Jahre | Gesamt      | 14 – 49 Jahre | Quelle |
| ------------------- | ------------------- | --------- | ------------- | ----------- | ------------- | ------ |
| 1                   | 2. Sep. 2020        | 1,02 Mio. | 0,53 Mio.     | 4,2 %       | 7,6 %         | [ 2 ]  |
| 2                   | 9. Sep. 2020        | 1,04 Mio. | 0,48 Mio.     | 4,2 %       | 6,6 %         | [ 3 ]  |
| 3                   | 16. Sep. 2020       | 1,13 Mio. | 0,52 Mio.     | 4,7 %       | 7,2 %         | [ 4 ]  |
| 4                   | 23. Sep. 2020       | 1,09 Mio. | 0,52 Mio.     | 4,4 %       | 7,4 %         | [ 5 ]  |
| 5                   | 30. Sep. 2020       | 1,12 Mio. | 0,53 Mio.     | 4,4 %       | 6,9 %         | [ 6 ]  |
| 6                   | 7. Okt. 2020        | 1,20 Mio. | 0,57 Mio.     | 4,8 %       | 8,1 %         | [ 7 ]  |
| 7                   | 14. Okt. 2020       | 1,30 Mio. | 0,62 Mio.     | 4,7 %       | 7,8 %         | [ 8 ]  |
| 8                   | 21. Okt. 2020       | 1,42 Mio. | 0,68 Mio.     | 5,4 %       | 8,9 %         | [ 9 ]  |
| 9                   | 28. Okt. 2020       | 1,30 Mio. | 0,60 Mio.     | 5,2 %       | 8,0 %         | [ 10 ] |
| Staffeldurchschnitt | Staffeldurchschnitt | 1,18 Mio. | 0,56 Mio.     | 4,7 %       | 7,6 %         | [ 11 ] |